# Jegliniszki
Jegliniszki [pronunciación en polaco: /jɛɡliˈniʂki/] es un pueblo ubicado en el distrito administrativo de Gmina Wiżajny, dentro del Condado de Suwałki, Voivodato de Podlaquia, en el norte de Polonia oriental, cercano a la frontera con Lituania. Se encuentra aproximadamente a 9 kilómetros al sur de Wiżajny, a 27 kilómetros al norte de Suwałki, y a 135 kilómetros al norte de la capital regional Białystok.